# Marcus Gröttrup
Marcus Gröttrup (* 13. Mai 1964 in Bremen; † 2. Juni 2022 in Konstanz) war ein deutscher Immunologe, Forscher und Hochschullehrer. 

## Leben
Marcus Gröttrup studierte von 1985 bis 1988 Biochemie an der Universität Tübingen als Stipendiat der Studienstiftung des Deutschen Volkes. 1988 wechselte er mit einem Stipendium des DAA und der Selve-Gerdtzen foundation an die ETH Zürich. 1990 erwarb er sein Diplom mit einer Thesis bei Rolf Zinkernagel und Hans Hengartner am Universitätsklinikum der Universität Zürich. Von 1991 bis 1993 war er wissenschaftlicher Mitarbeiter bei Harald von Boehmer am Basel Institute for Immunology. 1993 wurde er am Biozentrum der Universität Basel promoviert. 1997 habilitierte er sich bei Peter-Michael Kloetzel am Institut für Biochemie Charité – Universitätsmedizin Berlin der Humboldt-Universität zu Berlin. Danach übernahm er die Forschungsleitung verschiedener Projekte und lehrte als Privatdozent. 1997 wurde er Leiter der Forschung am Kantonsspital St. Gallen. Parallel hatte er einen Lehrauftrag für Biochemie an der ETH Zürich. 
2002 erhielt Gröttrup einen Ruf auf die Professur für Immunologie an die Universität Konstanz. Von 2010 bis 2014 war er Dekan der Fakultät für Biologie der Universität Konstanz. Bereits seit 2004 war er in die Geschäftsführung des Biotechnologischen Instituts Thurgau an der Universität Konstanz (BITg) in Kreuzlingen eingebunden. Er arbeitet unter anderem an einem Generalimpfstoff gegen Grippe-, Corona- und andere Viren sowie an einem neuartigen Krebsimpfstoff.
Für seine wissenschaftlichen Arbeiten wurde er unter anderem mit dem Langener Wissenschaftspreis des Paul-Ehrlich-Instituts (1997), dem Karl-Lohmann-Preis der Gesellschaft für Biochemie und Molekularbiologie (1997) und dem Dr. Paul Janssen Award for Biomedical Research (2011) ausgezeichnet.
Marcus Gröttrup starb am 2. Juni 2022 im Alter von 58 Jahren in Konstanz.